# Westfield Group
De Westfield Group was een Australische warenhuisketen, opgericht in 1960 door John Saunders en Frank Lowy. In 2014 hield het bedrijf op te bestaan en werd het gesplitst in twee zelfstandige bedrijven: Scentre Group, die de voormalige Westfield-winkelcentra in Australië en Nieuw-Zeeland onder haar hoede neemt; en Westfield Corporation, die de winkelcentra in Amerika en Europa beheert.
Het bedrijf ondernam het beheer, ontwikkeling, ontwerp, bouw, fonds en asset management, eigendom management, leasing en marketing activiteiten van haar winkelcentra. De multinational was genoteerd aan de Australian Securities Exchange (ASX) en beheerde meer dan 103 winkelcentra verspreid over Australië, de Verenigde Staten, Verenigd Koninkrijk, Nieuw-Zeeland, Italië, Kroatië en Brazilië, allesomvattend met meer dan 23.000 winkels met een activa onder beheer van 63 miljard $A.